# Blades de Louisville
Les Blades de Louisville sont une franchise de hockey sur glace ayant évolué dans la Ligue internationale de hockey et dans la United States Hockey League.

## Historique
L'équipe est créée en 1948 à Louisville au Kentucky. Elle évolue dans la LIH durant sa première saison avant de rejoindre l'USHL pour sa deuxième et dernière saison d'existence.

## Statistiques
| Saison    | PJ | V  | D | N | DP | BP | BC | Pts | Classement              | Séries éliminatoires | Entraîneur  |
| --------- | -- | -- | - | - | -- | -- | -- | --- | ----------------------- | -------------------- | ----------- |
| 1948-1949 | 32 | 21 | 5 | 6 | -  |    |    | 48  | 1re place, division Sud |                      | Bob Kinnear |

| Saison  | PJ | V  | D  | N | DP | BP | BC | Pts | Classement   | Séries éliminatoires | Entraîneur |
| ------- | -- | -- | -- | - | -- | -- | -- | --- | ------------ | -------------------- | ---------- |
| 1949-50 | 70 | 22 | 39 | 9 | -  |    |    | 53  | 6e rang USHL | Non qualifié         |            |